# Melvin Stewart
Melvin Stewart (Gastonia (North Carolina), 16 november 1968) is een Amerikaans zwemmer.

## Biografie
Tijdens de Olympische Zomerspelen van 1992 won Stewart de gouden medaille op de 200m vlinderslag en op de 4×100m wisselslag.

## Internationale toernooien
| Jaar | Olympische Spelen                                                                       | Wereldkampioenschappen               | Pan-Pacifische kampioenschappen                    |
| ---- | --------------------------------------------------------------------------------------- | ------------------------------------ | -------------------------------------------------- |
| 1988 | 5e 100m vlinderslag                                                                     |                                      |                                                    |
| 1989 |                                                                                         |                                      | 200m vlinderslag · 4×200m vrije slag               |
| 1990 |                                                                                         |                                      |                                                    |
| 1991 |                                                                                         | 200m vlinderslag · 4×200m vrije slag | 200m vlinderslag · 6e vlinderslag · 18e vrije slag |
| 1992 | 5e 100m vlinderslag · 200m vlinderslag · 4×100m wisselslag (series) · 4×200m vrije slag |                                      |                                                    |
| 1993 |                                                                                         |                                      |                                                    |
| 1994 |                                                                                         |                                      | 5e 200m vlinderslag                                |

1956: Bill Yorzyk ·
1960: Mike Troy ·
1964: Kevin Berry ·
1968: Carl Robie ·
1972: Mark Spitz ·
1976: Mike Bruner ·
1980: Sergej Fesenko ·
1984: Jon Sieben ·
1988: Michael Groß ·
1992: Melvin Stewart ·
1996: Denis Pankratov ·
2000: Tom Malchow ·
2004: Michael Phelps ·
2008: Michael Phelps ·
2012: Chad le Clos ·
2016: Michael Phelps ·
2020: Kristóf Milák ·
2024: Léon Marchand